# Omeomerie

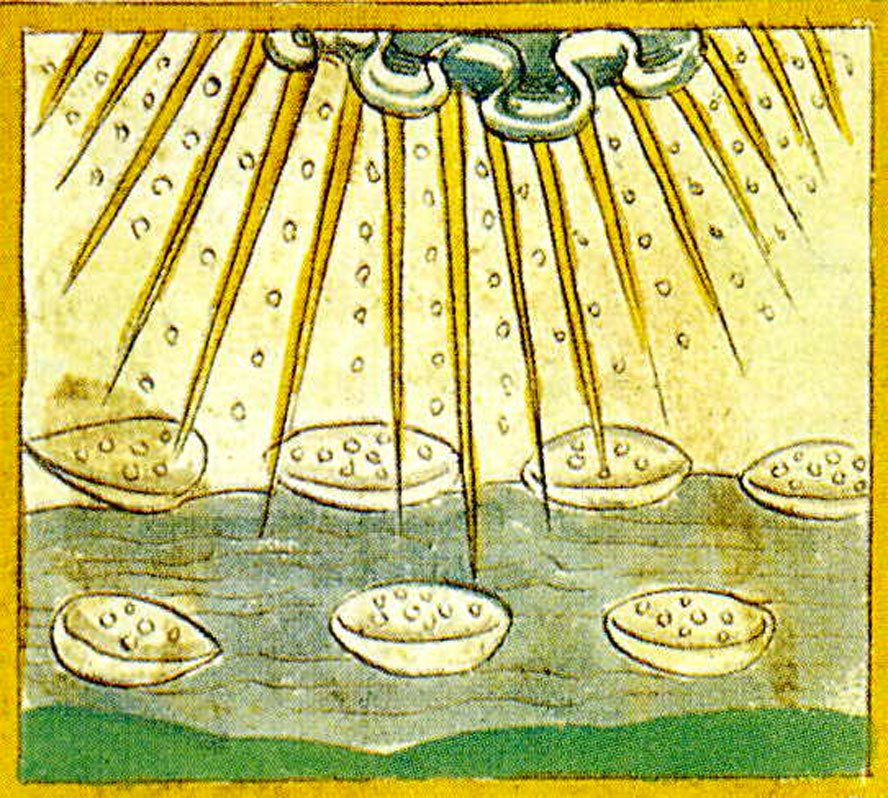
Illustrazione dal trattato De Alchimia (Leida, 1526)

Omeomerie (in greco όμοιομέρειαι, da ὅμοιος, simile, e μέρος, parte) è il termine usato da Aristotele per indicare i cosiddetti semi di Anassagora, cioè a dire, le particelle che costituiscono l'universo ed ogni sua cosa.

## Spiegazione del concetto
Secondo Anassagora, vi sono infinite omeomerie di qualità diversa, che spiegano l'apparente paradosso della trasformazione delle cose (problema posto da Parmenide che Anassagora cerca di risolvere salvando i fenomeni, secondo una nota affermazione platonica). Essendo infatti ogni cosa data da una diversa composizione di semi, non esiste il divenire, né il molteplice (a livello macroscopico, perché le differenze fra semi sono da Anassagora presupposte, come sono per gli atomi di Democrito e gli elementi di Empedocle, grave problema dimostrativo delle tesi di chi cerca di salvare i fenomeni), poiché sono tutti elementi derivati dalla scomposizione e ricomposizione di semi, quindi nulla si crea e nulla si distrugge e nulla muta, se non la disposizione dei semi.
Così ad esempio, una mela che viene mangiata e poi diventa diverse parti di noi (carne, pelle, capelli) in realtà non subisce nessuna trasformazione assoluta, ma passa di cosa simile in cosa simile: ciò significa che, anche se in piccola parte, le omeomerie della carne, della pelle, dei capelli, devono già essere presenti nella mela.
Ogni cosa quindi contiene le omeomerie di tutte le altre (tutto è in tutto), ma prevalgono (sulla base di un movimento continuo ordinato dal Nous) quelle dell'oggetto che viene a formarsi, ma se noi non fossimo relegati ad avere sensi fallaci, secondo Anassagora potremmo vedere che ogni cosa è formata da semi di tanti generi quante sono le diverse cose esistenti nel cosmo.
Le omeomerie sono ordinate ad azione del Nous, intelligenza massima che governa ogni mutamento, che non è lasciato al caso come per Democrito e gli atomisti, ma è appunto regolato da questa entità superiore.